# Lu Verne
Lu Verne è un comune degli Stati Uniti d'America, situato nello Stato dell'Iowa, diviso tra la contea di Kossuth e la contea di Humboldt.